# Never, Neverland
Never, Neverland és el segon àlbum d'estudi del grup de thrash metal canadenc Annihilator, publicat l'any 1990.
L'àlbum va estar gravat pel guitarrista Jeff Waters (guitarrista i baixista), el bateria Ray Hartmann i el nou cantant del grup, Coburn Pharr. L'àlbum va tenir molt bona rebuda i les vendes van ser superiors fins i tot al seu anterior i aclamat Alice in Hell. Aquest àlbum juntament amb la gira que va realitzar com a taloners del grup anglès Judas Priest van consolidar el grup Annihilator com un dels grups més prometadors del heavy metal.

## Cançons
Totes les cançons van estar compostes per Jeff Waters amb la col·laboració de Ray Hartmann en els arrangament de la bateria. Les lletres de les cançons van estar escrites per Waters excepte les marcades.
1. "The Fun Palace" (Waters, Coburn Pharr) – 5:51
2. "Road to Ruin" – 3:42
3. "Sixes and Sevens" – 5:20
4. "Stonewall" – 4:50
5. "Never, Neverland" (Waters, Pharr) – 5:29
6. "Imperiled Eyes" (Waters, J Weil) – 5:27
7. "Kraf Dinner" – 2:41
8. "Phantasmagoria" – 3:59
9. "Reduced to Ash" (Waters, J Bates) – 3:09
10. "I Am in Command" (Waters, Weil, Bates) – 3:34
11. "Kraf Dinner" – 2:31 *
12. "Mayhem" – 2:54 *
13. "Freed from the Pit" – 3:45 *

* = Versions demo gravades durant les sessions de gravació
La demo "Mayhem" va ser canviada a "Reduced to Ash" i "Freed from the Pit" a "Road to Ruin". "The Fun Palace" tracta sobre un homicida que anys més tard de cometre un crim no pot deixar de pensar en la seva culpa i els malsons que això li provoca no li deixa alternativa a confessar. "Stonewall" és un dels temes més coneguts d'aquest àlbum i en general de la discografia d'Annihilator; en va fer un videoclip. "Never, Neverland", que tracta la història real d'una nena que va ser tancada a la seva habitació durant anys per la seva àvia per protegir-la després que hagués mirat a un noi en una botiga, és una de les cançons més conegudes en tota la discografia del grup canadenc per la introducció acústica i pels canvis de ritme i és tocada pràcticament en tots els concerts del grup.
L'àlbum va ser reeditat dues vegades. L'any 1998 amb les tres demos i l'any 2003 en una compilació de dos discos juntament amb el primer disc del grup, Alice in Hell.

## Crèdits
- Monte Conner – Productor executiu
- Glen Robinson – Productor, enginyer i mesclador
- Jeff Waters – Guitarra, Baixista, Productor, Disseny de portada
- Coburn Pharr – Cantant
- David Scott Davis – Guitarrista
- Wayne Darley – Baixista
- Ray Hartmann – Bateria
- George Marino – Masterització
- Chris Gehringer – Remasterització
- Satoshi Kobayashi – Redisseny
- Steve Royea – Enginyer, segon enginyer
- Victor Dezso – Fotografia
- Mark Van Der Wielen – Fotografia
- Nick Gilman – Disseny i disseny de portada
- Len Rooney – Disseny de portada